# Acanthistius cinctus
Acanthistius cinctus är en fiskart som först beskrevs av Günther, 1859.  Acanthistius cinctus ingår i släktet Acanthistius och familjen havsabborrfiskar. Inga underarter finns listade i Catalogue of Life.